# Soli Deo gloria

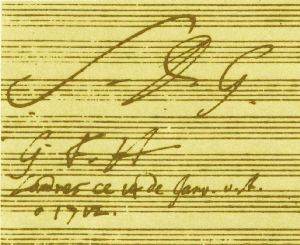
„S. D. G.“ in einem Autograph Georg Friedrich Händels

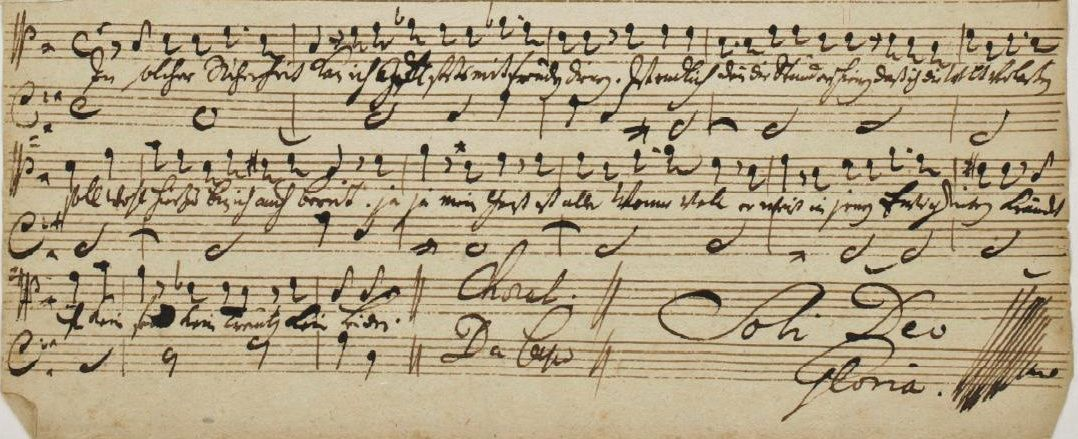
Christoph Graupner unterschrieb seine Werke mit Soli Deo Gloria

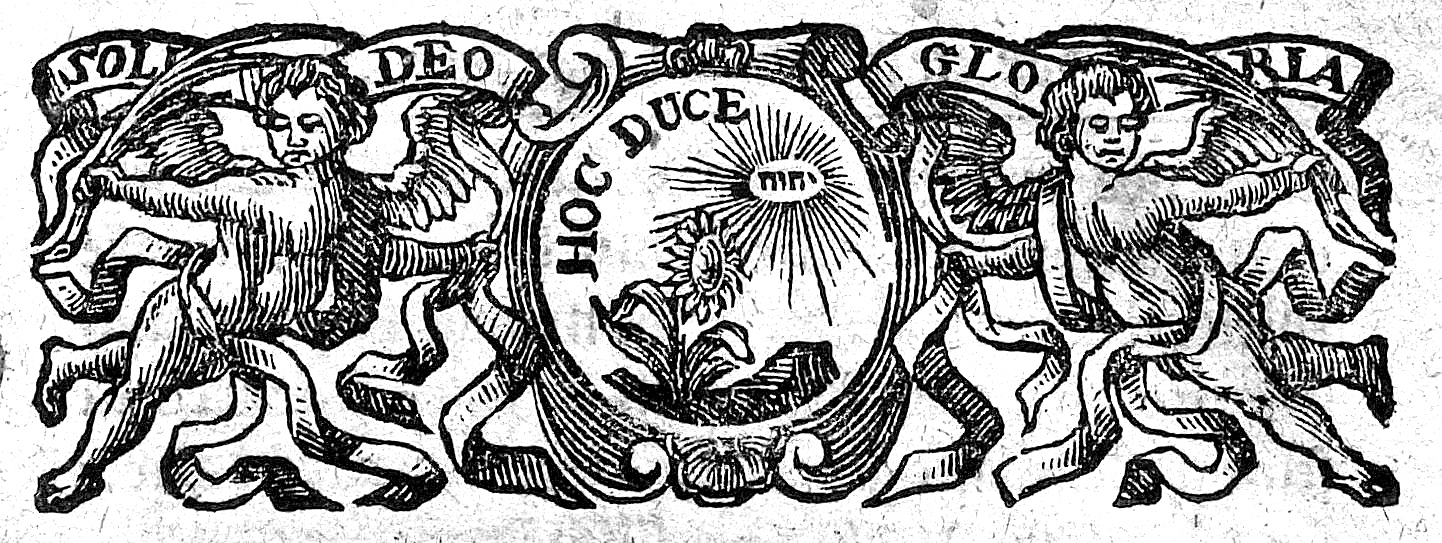
Typischer Buchschmuck von Johann Michael Funcke mit dem Spruchband SOLI DEO GLORIA, Ranken, Putto sowie der Sonnenblume im Kreis mit dem Spruch HOC DUCE

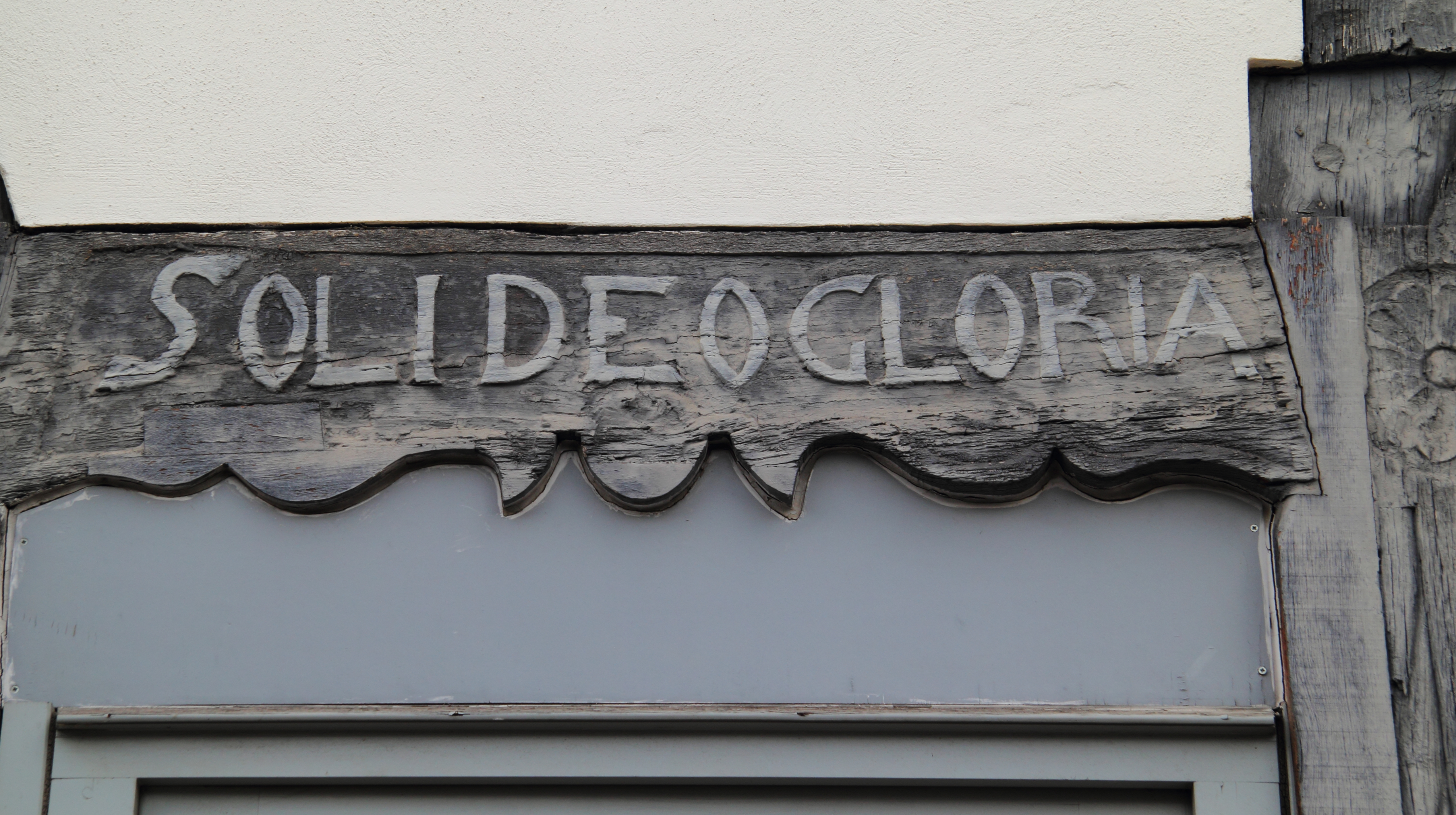
Geschnitzte Inschrift an einem Fachwerkhaus in Wolfenbüttel, Holzmarkt (1650)

Soli Deo gloria „Gott allein [sei] die Ehre“ (selten sinnfalsch „dem alleinigen Gott die Ehre“), ist eine in der frühen Neuzeit viel gebrauchte lateinische Wendung, welche als religiöser Grundsatz oft als fünfte zu den (vier) „Sola“ der Reformation zählt. Sie besagt, dass Gott allein Ehre gebührt. Neben dem Soli Deo Gloria stehen in den reformatorischen Kirchen die Prinzipien solus Christus („allein Christus“), sola scriptura (lat.; „allein durch die Schrift“), sola fide (lat.; „allein durch den Glauben“) und sola gratia (lat.; „allein durch die Gnade“).

## In der Musik
Die Worte, meist in der Abkürzung S. D. G., wurden von verschiedenen Komponisten des Mittelalters und des Barock an den Anfang oder an das Ende ihrer Partituren gesetzt. So unterzeichneten Johann Sebastian Bach und Georg Friedrich Händel viele ihrer Werke mit dieser Signatur. Am historischen Kanzelkorb der Bach-Kirche in Arnstadt ist das Kürzel noch heute in kunstvoller Ausgestaltung zu sehen.

## In der Literatur und im Buchdruck
Autoren wie zum Beispiel Johann Gottfried Gregorii oder Buchdrucker wie beispielsweise Johann Michael Funcke setzten diese lateinische Phrase im 18. Jahrhundert an den Anfang oder an das Ende eines Buches.

## Im Strafvollzug

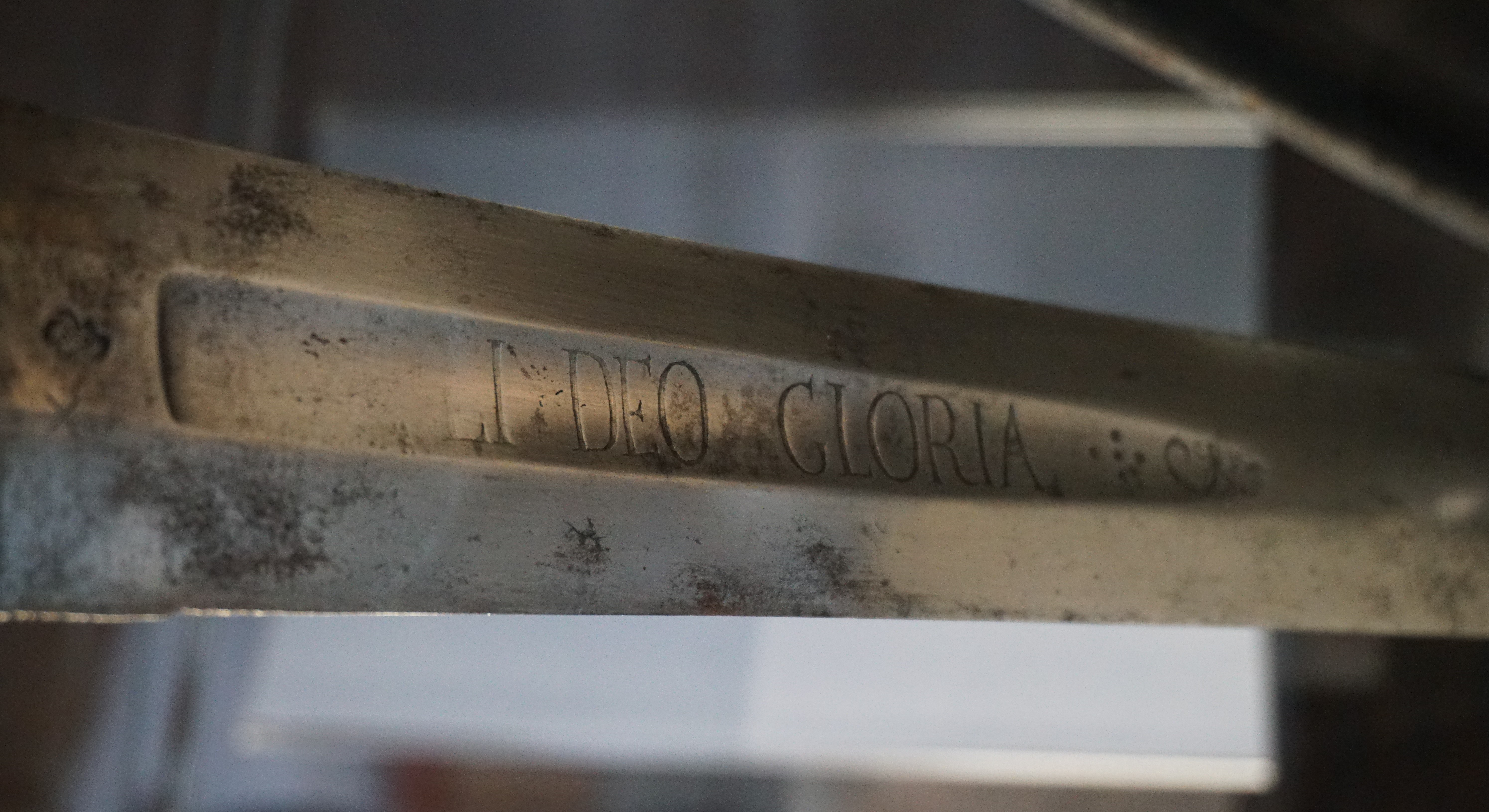
Richtschwert des Scharfrichters Georg Gebhart mit Inschrift SOLI DEO GLORIA

Scharfrichter wie z. B. Georg Gebart ließen die Redewendung als Sinnspruch auf deren Richtschwert gravieren bzw. ätzen.

## Trivia
In der römisch-katholischen Kirche wird der Pileolus auch als Soli Deo bezeichnet. Er gehört zur Amtstracht der Bischöfe in und außerhalb der Liturgie, wird jedoch im Gegensatz zu anderen Kopfbedeckungen bei Begrüßungen nicht abgenommen – lediglich bei der Messe während der sakramentalen Gegenwart Christi, also „vor Gott allein“.